# Jeepney TV
Jeepney TV ist ein philippinischer Kabelfernsehsender, der zu ABS-CBN Corporation gehört. Der Sender startete am 1. Oktober 2012. Das Programm besteht aus klassischen und archivierten Serien und Programmen, die zuvor auf ABS-CBN ausgestrahlt worden sind. Der Kanal ist benannt nach dem Jeepney, einem Kraftfahrzeug, das seit dem Zweiten Weltkrieg auf den Philippinen als Transportmittel weit verbreitet ist. Ein Video-on-Demand-Service für Jeepney-TV-Shows ist weltweit über iWantTFC und TFC IPTV verfügbar.

## Geschichte
2015 überarbeitete der Sender seine Grafik und sein Programmangebot, und der Programmplan wurde noch einmal überarbeitet.
Im März 2018 zeigte Jeepney TV die Hero Zone (ein ehemaliger Anime-Block des Hauptkanals von ABS-CBN im Jahr 2006) als zweistündigen Anime-Block am Wochenende am Morgen, beginnend mit Yu-Gi-Oh! ARC-V und KonoSuba.
Ab Juli 2018 war Jeepney TV bis zum Ablauf der Franchise am 5. Mai 2020 kostenlos auf ABS-CBN TVplus verfügbar.
Am 30. Juni 2020 hat Jeepney TV die Ausstrahlung sowohl auf ABS-CBN TV Plus als auch auf Sky Direct aufgrund der Alias-Unterlassungsverfügung der National Telecommunications Commission im Zusammenhang mit dem Ablauf der ABS-CBN-Franchise ausgesetzt. Jeepney TV tut wird jedoch weiterhin auf Sky Cable und anderen Kabelfernsehanbietern ausgestrahlt.
Seit 1. August 2020 überträgt Jeepney TV offiziell einige seiner Inhalte zusammen mit Kapamilya Channel auf den Online-Video-Sharing-Plattformen Facebook und YouTube als Teil von Kapamilya Online Live.
Jeepney TV wurde am 5. Oktober 2020 auf G Sat Channel 55, am 19. November 2020 auf SatLite Channel 37 und im Januar 2021 auf Cignal Channel 44 verfügbar gemacht.